# Industrins och arbetsgivarnas centralförbund
Industrins och arbetsgivarnas centralförbund (finska: Teollisuuden ja työnantajain keskusliitto, TT) var centralorganisation för det finländska näringslivet, vilken grundades 1992 genom sammanslagning av det 1907 grundade Arbetsgivarnas i Finland centralförbund (AFC) och Industrins centralförbund. Industrins och arbetsgivarnas centralförbund sammanslogs 2004 med Servicearbetsgivarna PT till den nya centralorganisationen Finlands näringsliv.